# Billaea decisa
Billaea decisa är en tvåvingeart som först beskrevs av Charles Howard Curran 1927.  Billaea decisa ingår i släktet Billaea och familjen parasitflugor.
Artens utbredningsområde är Kongo. Inga underarter finns listade i Catalogue of Life.